# Oswald Hönigsmann
Oswald Hönigsmann (ur. 2 grudnia 1824 w Rzeszowie, zm. 24 września 1880 w Wiedniu) – poseł do Sejmu Krajowego Galicji II kadencji (1867–1869) narodowości żydowskiej, doktor praw, adwokat w Kołomyi i Lwowie. 
Studiował prawo na Uniwersytecie Lwowskim. W październiku 1873 został wybrany posłem do Rady Państwa V kadencji (z okręgu wyborczego Kołomyja–Buczacz–Śniatyn).
Do Sejmu Krajowego wybrany w III kurii obwodu Złoczów, z okręgu wyborczego Miasto Brody.